# Marzena
Marzena est un prénom féminin polonais.
Les porteuses de ce prénom célèbrent leur fête le 26 avril.

## Personnalités portant ce prénom
- Marzena Diakun (1981-), une chef d'orchestre polonaise.
- Marzena Karpińska (1988-), une haltérophile polonaise.
- Marzena Komsta (1970-), une compositrice polonaise de musique contemporaine.
- Marzena Sowa (1979-), une scénariste polonaise de bandes dessinées.
- Marzena Wilczyńska (1984-), une joueuse de volley-ball polonaise.
- Marzena Wojdecka (1963-), une athlète polonaise.